# Aterosclerose
Aterosclerose é uma doença vascular crónica e progressiva que normalmente manifesta-se na idade adulta ou idade avançada. A aterosclerose é uma forma de arteriosclerose caracterizada pela inflamação crónica da túnica íntima (a camada mais interna das artérias, em contato direto com o sangue) das artérias de grande e médio calibre; inflamação que se deve basicamente, mas não se limita, à acumulação e oxidação de lipoproteínas na parede arterial (chronic lipid-driven inflammatory disease) e que produz um conjunto dinâmico de lesões multifocais, sendo a mais comum a placa aterosclerótica.
A aterosclerose é causada pela combinação de múltiplos fatores (etiologia multifatorial e fatores de risco cardiovascular (CV): factores genéticos, tabagismo, hipercolesterolemia, síndrome metabólica, diabetes mellitus, hipertensão, obesidade, hiper-homocisteinemia, sedentarismo. A estes acrescente-se outros factores para os quais as evidencias costumam ser menos estritas: álcool, agentes infecciosos (especialmente Chlamydophila pneumoniae), periodontite, algumas doenças inflamatórias crónicas como Doença pulmonar obstrutiva crónica, a artrite reumatóide, a doenças renais crónicas. A multiplicidade de possíveis agentes etiológicos e a longa evolução de décadas das lesões reflectem-se na extrema complexidade do processo de formação patológica (patogénese).
Uma vez que é impensável restaurar a integridade das paredes vasculares de todo o sistema arterial, a intervenção terapêutica deve dirigir-se principalmente à prevenção primária (prevenção da ocorrência de doença aterosclerótica) através do controlo de fatores de risco "CV", com medidas comportamentais (dieta, exercício físico e hábitos de vida) e farmacológicos (por exemplo, anti-dislipidémicos, anti-hipertensivos, hipoglicemiantes, ácidos gordos omega-3, ácidos acetilsalicílicos). A terapia farmacológica é indispensável na prevenção secundária (prevenção de ocorrências de "CV" na aterosclerose sintomática): os fármacos antiagregantes plaquetares são essenciais para prevenir a formação de trombos; a ação da estatina e dos inibidores da ECA vai muito além dos seus efeitos sobre o colesterol e a pressão arterial. No entanto, a máxima eficácia dos diferentes tratamentos farmacológicos nos ensaios clínicos não excede os 30-40% da redução das ocorrências de "CV". A estenose severa das artérias pode ser tratada cirurgicamente (por exemplo, endoarterectomia, stent, bypass).
A intensa pesquisa tem como objeto o estudo de fenómenos auto-imunes na aterosclerose e preparação de vacinas que se espera que seja capaz de limitar o dano do vaso arterial. Um outro campo da nova exploração é a busca por terapias eficazes de lesões lesion-targeted: medicamentos que podem ser veiculados seletivamente nas zonas de lesão.

## Etimologia

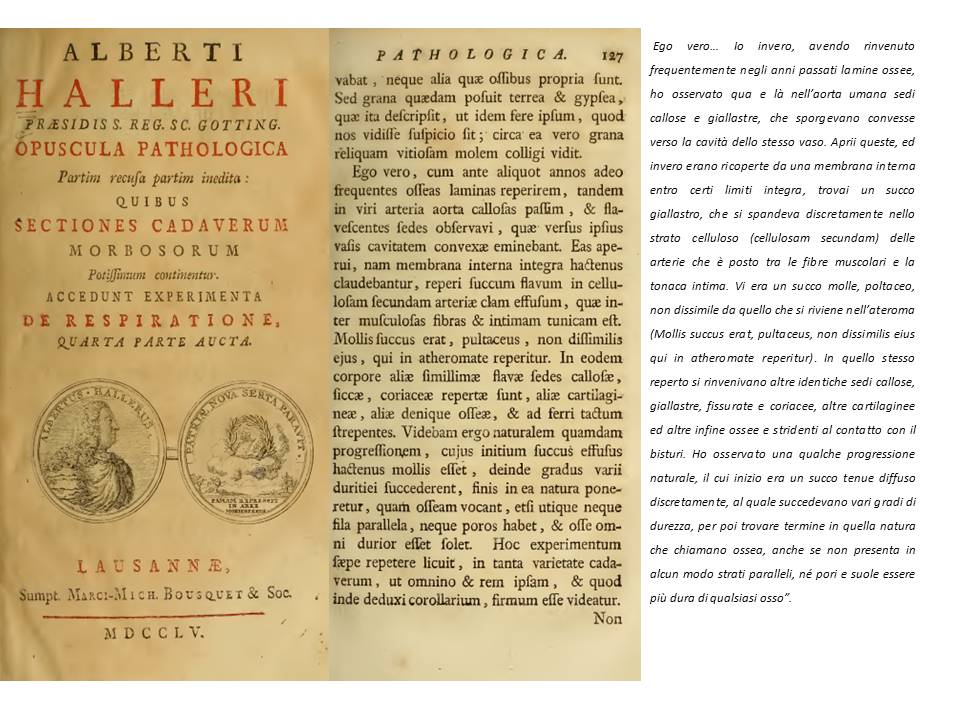
Albrecht von Haller. Opuscula Pathologica

O termo ateroma (do latim tardio atheroma, por sua vez do grego clássico  ἀϑήρωμα, derivado de ἀϑήρα «massa semissólida» ou «papa») foi usado pelo fisiologista suíço Albrecht von Haller em 1755 na obra  Opuscula Pathologica  para indicar o material pultáceo contido nas placas, para enfatizar as similaridades com os "tumores" císticos, anteriormente classificados no esteatoma para o conteúdo sebáceo, ateroma para o conteúdo pultáceo e melicéride para conteúdo parecido com mel. Em 1829 o francês Jean Lobstein, no seu "Traité d'Anatomie Pathologique", introduziu o termo arteriosclerose para descrever o espessamento e o aumento da consistência das artérias. O termo aterosclerose foi sugerido por Marchand, em 1904, para indicar a presença do ateroma e do endurecimento da parede arterial. Nos últimos anos, tem sido comum utilizar a denominação aterotrombose para evidenciar a estreita ligação entre aterosclerose e trombose; Willerson cita aterotrombosclerosis.

## Processo de surgimento da doença (etiopatogenia)
A formação do ateroma é complexa. Lipoproteínas de baixa densidade (LDL) penetram na parede do vaso, atravessando o endotélio, chegando à camada íntima da parede. Neste local são fagocitados. A aterosclerose agride essencialmente a camada íntima da artéria.
A lesão (AE) típica das formas avançadas da doença é a placa fibrosa- formação esbranquiçada que protunde na luz do vaso.
Ela é coberta por uma capa fibrosa que consiste em várias camadas de células achatadas embebidas numa matriz extracelular de tecido conjuntivo denso, ao lado de lamínulas de material amorfo, proteoglicanos, fibras colágenas e células musculares lisas.
No interior da placa, abaixo da capa fibrosa, há um acúmulo das células espumosas, íntegras ou rotas, e de tecido conjuntivo.
As células espumosas são derivadas dos macrófagos (macrócitos e linfócitos sanguíneos, e células musculares lisas da parede arterial) que contêm gotículas de gordura, principalmente sob a forma de colesterol livre e esterificado. Este colesterol é derivado do sangue e não produzido no local.
No centro da placa fibrosa há uma área de tecido necrótico, debris, cristais de colesterol extracelular, e de cálcio.
Com evolução do processo ateromatoso ocorrem diversos eventos:
1) vindos da adventícia nascem vasos que fazem intensa vascularização da média e da íntima;
2) aumenta a deposição de cálcio e de células necróticas;
3) surgem rupturas, fissuras e hemorragias da placa;
4) a placa pode ulcerar e/ou se desprender;
5) a exposição da subíntima ulcerada gera a deposição de plaquetas, coagulação sanguínea, trombose e eventual oclusão do vaso, etc.
Existem outras hipóteses explicando a etiologia e patogênese da aterosclerose, baseadas no conceito da resposta à injúria. Uma delas é a teoria da acidez na aterosclerose , desenvolvida em 2006.

## O papel do colesterol e das lipoproteínas na Aterosclerose
Aumento da LDL:
Esse é o fator principal para a doença. O LDL (lipoproteína de baixa densidade) se eleva pela ingestão elevada de gorduras altamente saturadas na dieta diária, por obesidade e inatividade física.
Hipercolesterolemia Familiar:
Doença em que a pessoa herda genes defeituosos para a formação do receptor de LDL nas superfícies das membranas celulares do corpo. É uma doença autossômica dominante com predomínio de 1 a cada 500 pessoas. Geralmente ocorre um defeito que reduz drasticamente o número de receptores de LDL funcionais. Com isso, o fígado não é capaz de absorver as lipoproteínas de baixa densidade nem as de densidade intermediária. Sem essa absorção, o mecanismo do colesterol das células hepáticas se descontrola, produzindo novo colesterol e deixando de responder à inibição que foi desencadeada pela presença de uma grande quantidade de colesterol plasmático. O resultado disso é que lipoproteínas de muito baixa densidade são liberadas pelo fígado para o plasma em uma quantidade enorme. Isso pode gerar acúmulo de placas ateromatosas nas paredes dos vasos, gerando a aterosclerose, além de poder gerar outros problemas graves como infarto do miocárdio.
Prevenção pelas proteínas HDL:
Acredita-se que as HDL (lipop.alta densidade- "flutuam" passando livremente pela luz do vaso) são capazes de absorver cristais de colesterol que começam a ser depositados nas paredes das artérias. Quando a pessoa apresenta uma elevada concentração de HDL em proporção a LDL, as chances de desenvolver aterosclerose são muito reduzidas.

## Sintomas
Alguns sintomas da aterosclerose são: a dilatação dos vasos sanguíneos, dor no peito, profundas dores de cabeça, dores nos braços e pernas.

## Fatores de risco
Os principais são
1. Hipertensão
2. Falta de atividade física e obesidade
3. Diabetes Mellitus
4. Hiperlipidemia
5. Tabagismo
6. Álcool

Interpretações: Sabe-se que a hipertensão aumenta em pelo menos duas vezes o risco de aterosclerose, assim como a pessoa que possui diabete. Quando as duas doenças ocorrem concomitantemente, o risco sobe para mais de 8 vezes. No caso da pessoa possuir diabetes, hipertensão e hiperlipidemia, esse risco sobre para mais de 20 vezes, sugerindo que esses fatores atuam de forma conjunta para aumentar o risco do desenvolvimento da doença.
Homens no início da vida adulta apresentam maior probabilidade de desenvolver a doença, sugerindo que talvez os hormônios masculinos estejam envolvidos na doença ou também que os hormônios femininos tenham alguma função protetora. Outros estudos sugerem que nível elevado de ferro no sangue pode levar à aterosclerose, muito provavelmente pela formação de radicais livres que lesam as paredes vasculares.

## Prevenção
As medidas mais importantes são manter um peso saudável, ser fisicamente ativo e ter uma dieta rica em gordura insaturada e com baixo teor de colesterol. Além disso, deve-se ter sempre o controle da glicose sanguínea e evitar o tabagismo.
O tratamento preventivo se dá por drogas que reduzem os lipídeos plasmáticos e o colesterol. A maior parte do colesterol formada no fígado é convertida em ácidos biliares, e a maior parte destes são reabsorvidos no íleo e usadas na bílis. Dessa forma, agentes que se combinem com os ácidos biliares e impeçam sua reabsorção na circulação, podem reduzir o número total de ácidos biliares que estão circulando no sangue. Isso leva a uma maior conversão do colesterol hepático em novos ácidos biliares. Dessa forma, a ingestão de alimentos que liguem aos ácidos biliares, como cereais matinais, diminui o colesterol circulante. As drogas mais comumente usadas são as resinas de troca, que justamente se ligam aos ácidos biliares, aumentando sua excreção fecal e consequentemente reduzindo a síntese de colesterol pelo fígado. Outro grupo comum são as estatinas, que inibem competitivamente a hidroximetilglutaril-coenzima A (HMG-CoA) redutase. Essa enzima limita a síntese de colesterol e aumenta os receptores de LDL no fígado, gerando uma redução de 25 a 50% nos níveis plasmáticos de LDL.

## Sintomas mais comuns da aterosclerose
1. Dilatações de algumas áreas dos vasos sanguíneos (aneurismas);
2. Dor no peito tipo facada (angina ou infarto);
3. Dores fortes na cabeça (derrame cerebral);
4. Dores em braços e pernas (trombose).
5. Dores no corpo
6. Cansaço

## Tratamento
O tratamento para aterosclerose consiste em retirar as placas de gordura que estão presas nas paredes das artérias e curar as lesões que ficam no local. Isso pode ser conseguido através de cirurgia, do cateterismo, da angioplastia a laser e através do consumo de alguns medicamentos e atividade física.
A aterosclerose é uma doença que atinge o sistema circulatório trazendo prejuízo principalmente para o coração. A precaução é o melhor remédio; ter uma alimentação correta e praticar atividade física regularmente são as principais maneiras de diminuir a formação da aterosclerose.
O início de formação dessas placas de gordura ocorre na infância e vai progredindo durante a vida. Qualquer pessoa pode desenvolver essa doença porém os mais atingidos são pessoas com predisposição genética, com pressão alta, diabetes ou obesidade.